# Eclipse lunar de agosto de 2009
| Previo | Eclipse \| Eclipse total \| Saros |
| Posterior | Eclipse \| Eclipse total \|Saros  |
| La Luna atravesando parcialmente la sombra penumbral originada por la Tierra.                                                           |                                   |
| N.º de Saros | 148 (3 de 57)                     |
| Duración (h:min:s) |                                   |
| Penumbra | 1:38:09                           |
| Contactos |                                   |
| P1 | 23:01:04 UTC 5 de agosto          |
| Mayor | 0:39:11 UTC                       |
| P4 | 2:17:23 UTC                       |
| Representación del movimiento por hora de la Luna sobre el extremo norte de la penumbra de la Tierra en la constelación de Capricornio. |                                   |

El eclipse lunar penumbral ocurrió el 5/6 de agosto de 2009, siendo el tercero de los cuatro eclipses lunares de ese año. La Luna atravesó una pequeña porción de la penumbra de la Tierra, por lo que el eclipse consistió en un leve oscurecimiento de la región sur de la Luna, difícil de observar a simple vista para poderlo ver bien usar equipo especialisado como el  Eclipse lunar de julio de 2009 .

## Visualización
El eclipse comenzó en Norte y Centroamérica, desde donde fue visible durante la salida de la Luna. Se pudo observar en su totalidad desde América del Sur, Europa y África y acabó en la mitad oriental del continente asiático.

### Mapa
El siguiente mapa muestra las regiones desde las cuales fue visible el eclipse. En gris, las zonas que no presenciaron el eclipse; en blanco, las que si lo hicieron; y en celeste, las regiones que observaron el eclipse durante la salida o puesta de la luna.

### Perspectiva de la Luna
La siguiente imagen es una representación de la vista del Sol y la Tierra desde la perspectiva del centro de la Luna, en el instante máximo del eclipse.

## Relación con otros eclipses lunares

### Ciclo de Saros
Este eclipse es el tercero de la serie Saros 148, del total de cincuenta y siete que conforman esta serie. El anterior eclipse de este período ocurrió el 26 de julio de 1991 y el siguiente tendrá lugar el 17 de agosto de 2027. El primer eclipse de este período aconteció el 15 de julio de 1973 y el último sucederá el 20 de marzo de 2983

### Año lunar (354 días)
El año lunar se repite cada 12 lunaciones o 354 días, es decir, unos 10 días menos que un año. Debido a la diferencia entre ambos períodos la sombra de la Tierra se desvía unos 11º al oeste en cada año lunar.